# Wapen van Waldeck

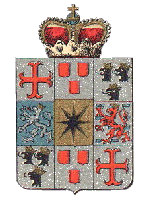
Waldeck-Pyrmont

Het wapen van Waldeck was het symbool voor het graafschap en latere vorstendom Waldeck.

## Het stamwapen van Waldeck

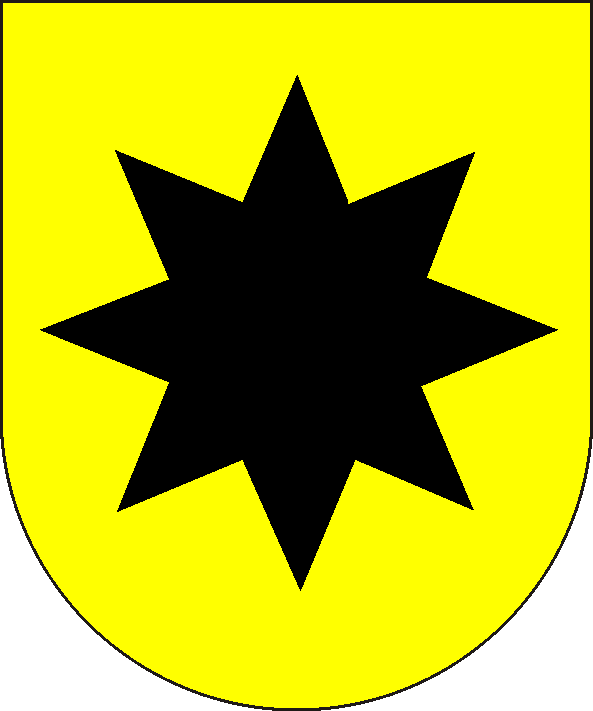
Graafschap Waldeck

Het stamwapen van Waldeck bestaat uit een zwarte ster in een veld van goud.

## Het wapen van Waldeck-Eisenberg na 1625

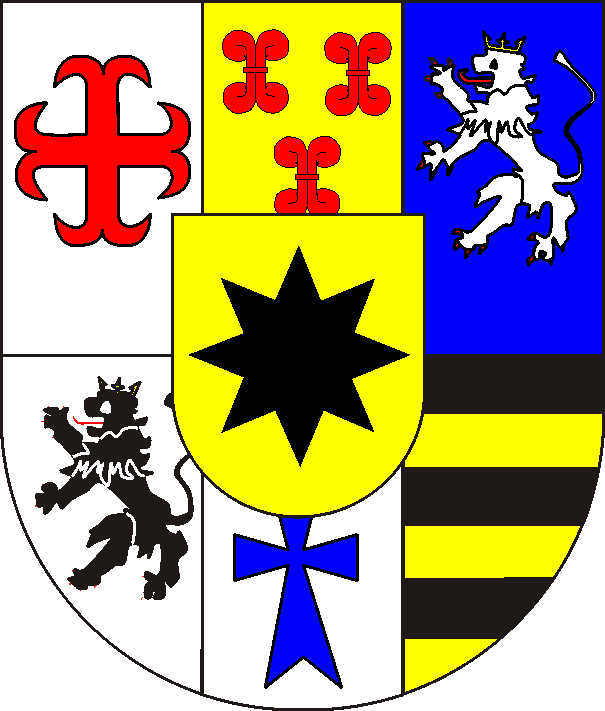
Waldeck-Eisenberg
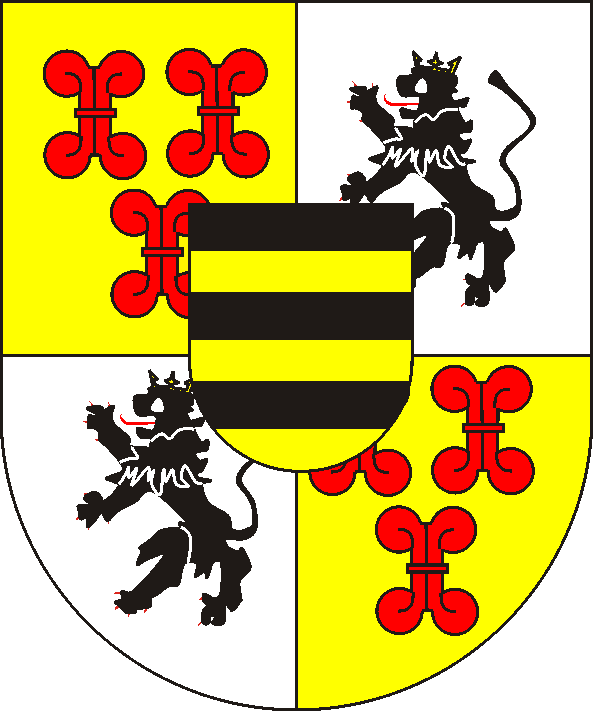
Graafschap Pyrmont
Stamwapen Culemborg
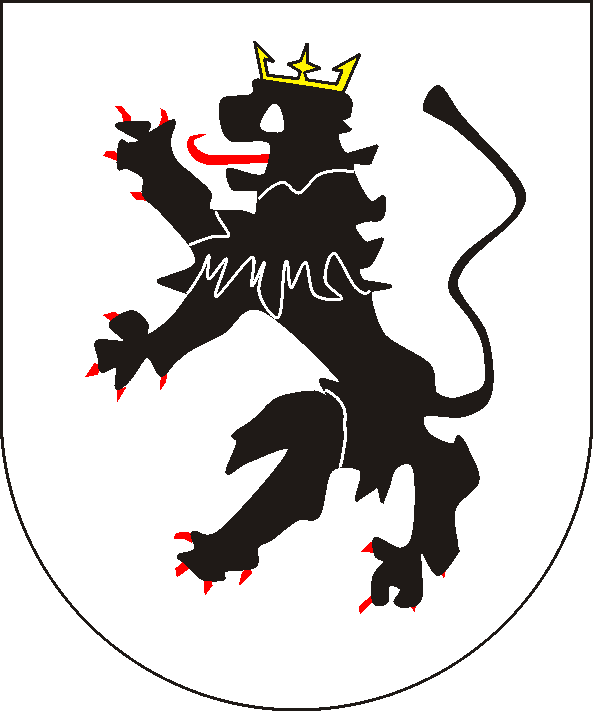
Heerlijkheid Tonna
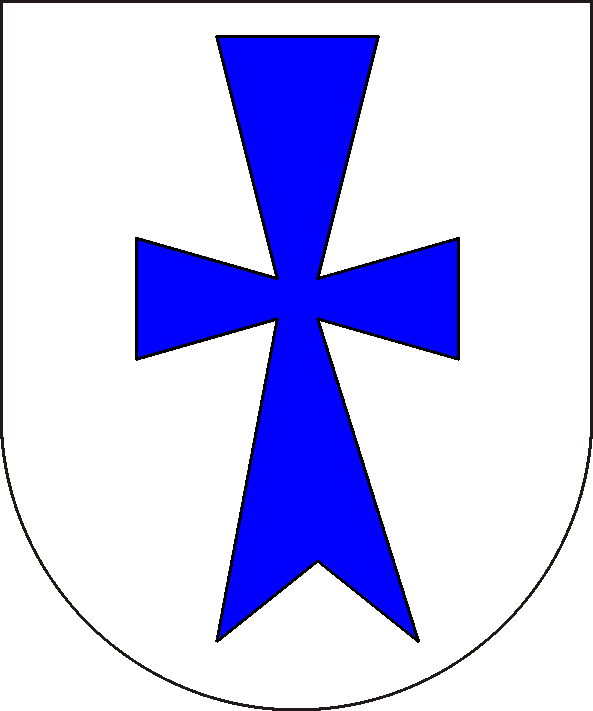
Heerlijkheid Wittem
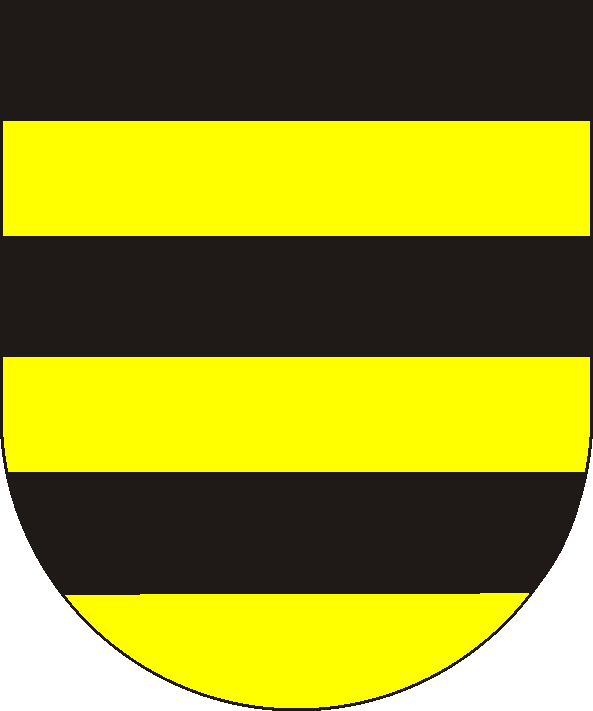
Heerlijkheid Pallandt

Door erfenis van de graven van Gleichen werd in 1625 het graafschap Pyrmont verworven en in 1640 de heerlijkheid Tonna. Tonna werd in 1677 verkocht.

## Het wapen van Waldeck-Eisenberg na 1639

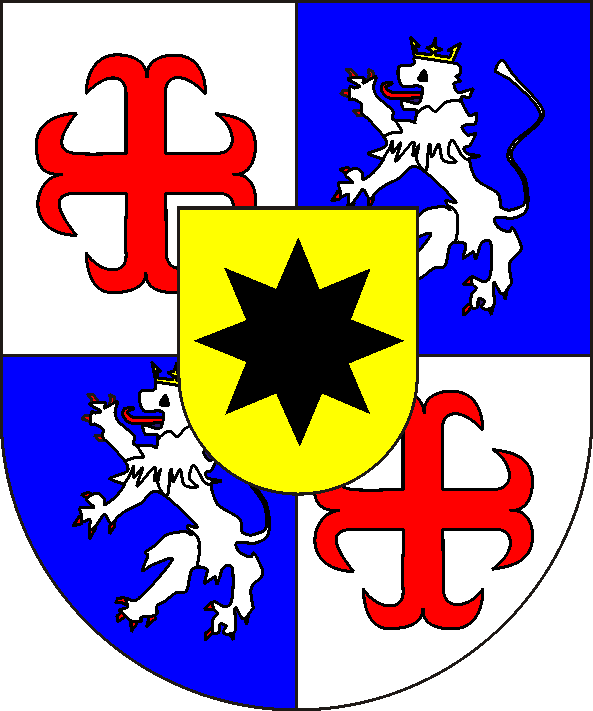
Waldeck-Eisenberg
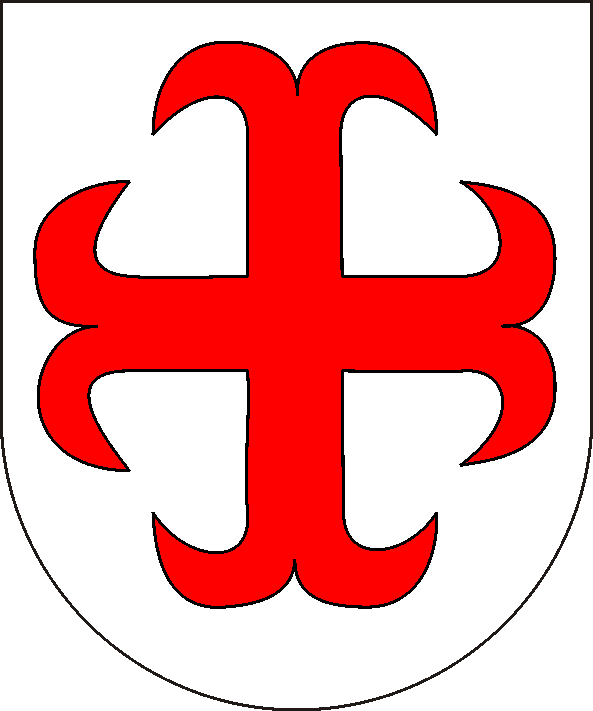
Graafschap Culemborg
- Stamwapen Culemborg
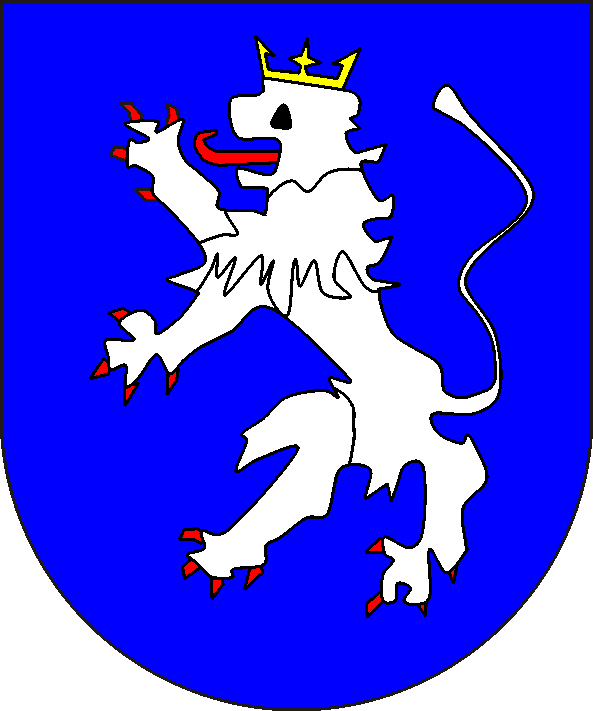
Heerlijkheid Werth
- Heerlijkheid Wittem
- Heerlijkheid Pallandt

In 1639 werden de bezittingen van het huis Pallandt geërfd: het graafschap Culemborg, de heerlijkheid Wittem en de heerlijkheid Werth. Na het uitsterven van de tak Waldeck-Eisenberg in 1692 gingen deze bezittingen voor het huis Waldeck verloren.

## Het wapen van Waldeck-Wildungen en Waldeck-Pyrmont

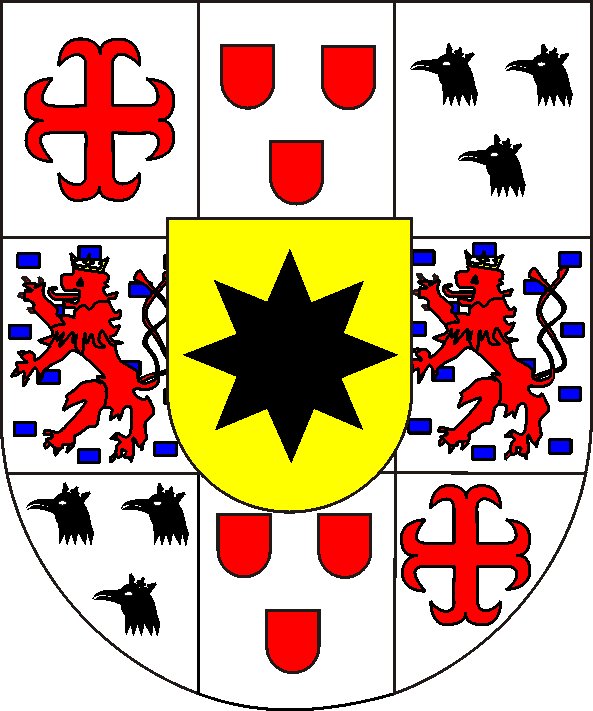
Waldeck-Wildungen
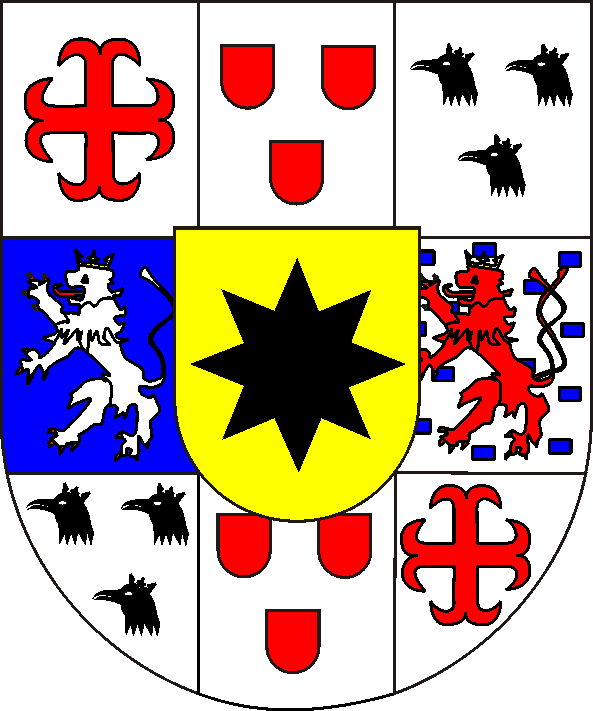
Waldeck-Wildungen
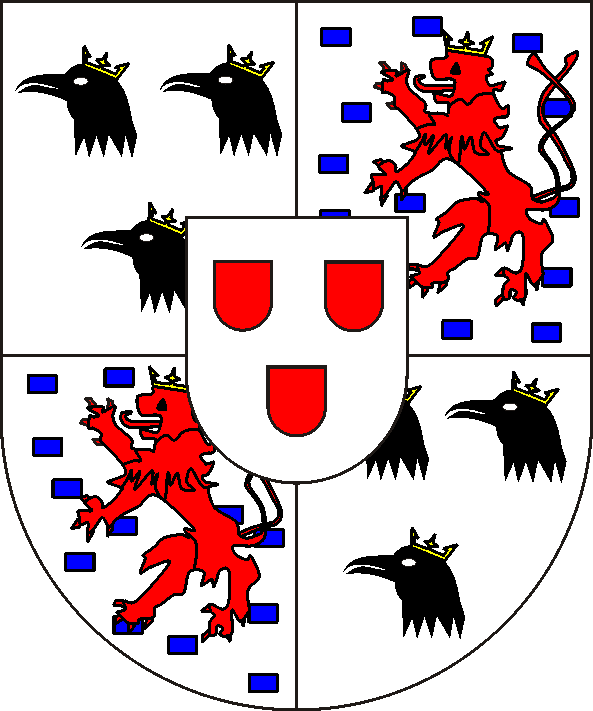
Graafschap Rappoltstein
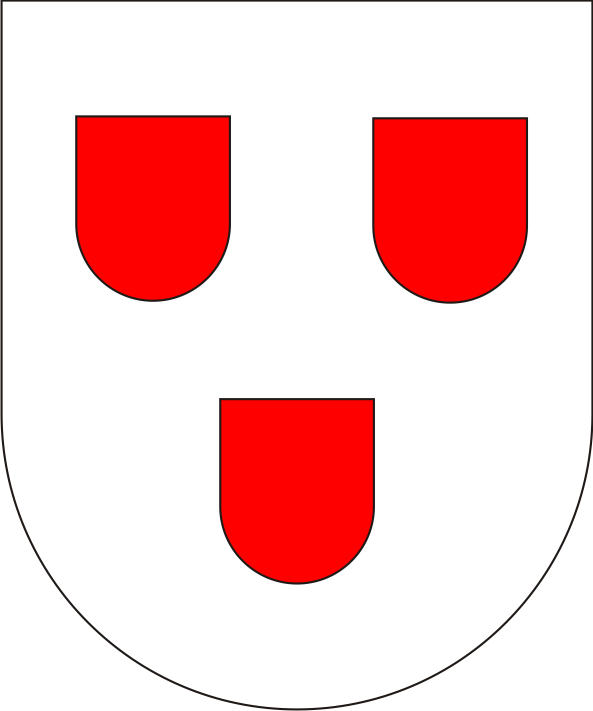
Graafschap Rappoltstein
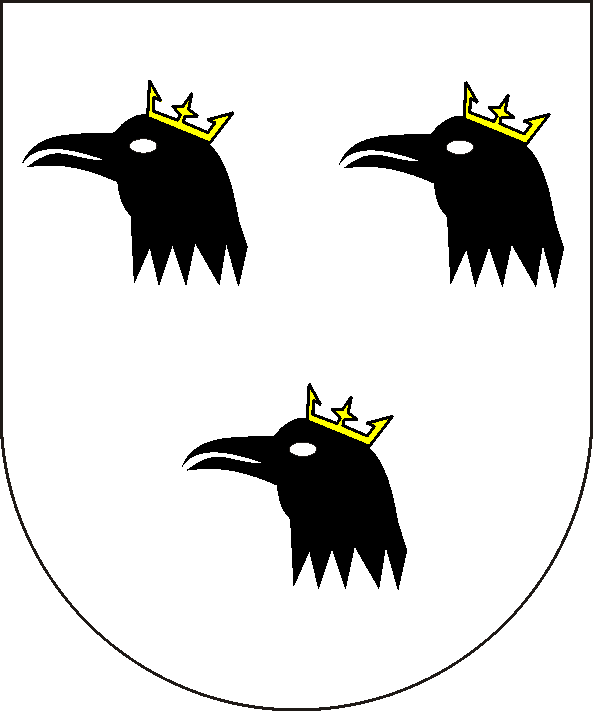
Heerlijkheid Hoheneck
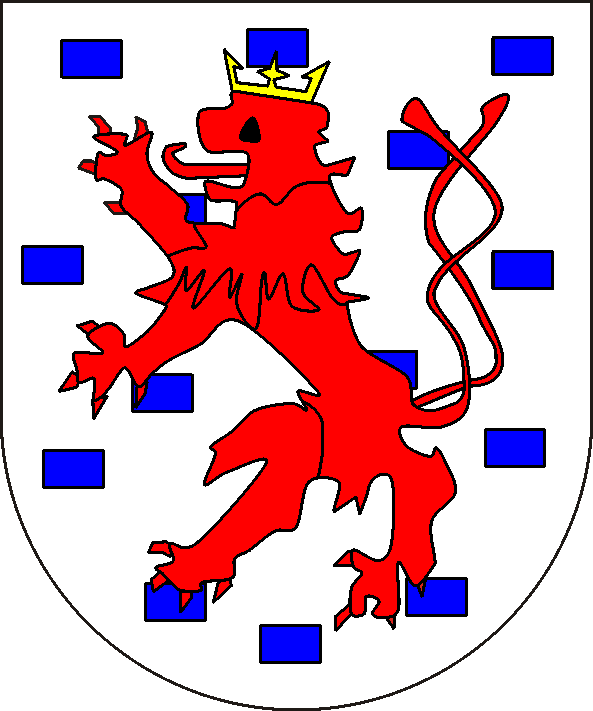
Heerlijkheid Geroldseck

Na het uitsterven van de graven van Rappoltstein (Ribeaupierre) in de Elzas, was de graaf van Waldeck een van de pretendenten. Hij verloor het echter van de graven van Palts-Birkenfeld. Het enige wat restte waren de wapens en titels. De wapens bleven opgenomen in het wapen van Waldeck tot 1918.